# Львівська єпархія ПЦУ
Львівська єпархія — єпархія Православної церкви України на території Львівської області. Кафедральний центр знаходиться у Львівській церкві Успіння Пресвятої Богородиці, що була збудована у 1629 році на замовлення Львівського братства і профінансована молдавським родом Могил.

## Історія
Відновлена у 1989 році після відновлення Української автокефальної православної церкви. Попередня єпархія у Львові (Галицька єпархія) 1700 року у повному складі перейшла в унію (Львівська архієпархія УГКЦ). Деякий час православними королівства Галичини та Володимирії опікувалися Буковинські митрополити.
Після анексії Галичини Радянським Союзом внаслідок Другої світової війни у 1945—1946 роках в межах Українського екзархату Російської православної церкви була утворена так звана Львівська єпархія. З утворенням самоврядної Української православної церкви (Московського патріархату) у 1990 році, увійшла до її складу. 
У 1992 році єпархія РПЦ зі своїм єпископом Андрієм (Гораком) разом з єпархією УАПЦ Петра (Петруся) доєдналися до створення Української православної церкви Київського патріархату. Але невдовзі окрема єпархія РПЦ була відновлена у 1992 році. А пізніше покинула Київський патріархат єпархія УАПЦ. У 2018 році відбулося ще одне об'єднання і з цього часу Українська церква у Львівській області має три єпархії і дві з центром саме у Львові (Львівсько-Сокальська єпархія).

### Єпископи

#### Корона Польська
- 1540—1547 — Макарій (Тучапський)
  - Антоній (Радиловський) (Єпископ-коад'ютор Перемишльської єпархії)
- 1549—1565 — Арсеній (Балабан)
- 1565—1607 — Гедеон (Балабан)
- 1607—1641 — Єремія (Тиссаровський)
- 1641—1651 — Арсеній (Желиборський)
- 1651—1667 — Атанасій (Желиборський)
- 1668—1676 — Єремія (Свистельницький)
- 1676—1700 — Йосиф (Шумлянський)

#### Україна
- 1990—1992 — Іоан (Боднарчук), митрополит Львівський і Галицько-Волинський
- 1992—1996 — Петро (Петрусь), митрополит Львівський
- 1996— Макарій (Малетич), митрополит Львівський, митрополит Київський та усієї України (2015—2018)

### Монастирі єпархії
- Святогірський чоловічий монастир Положення ризи Діви Марії між с. Ушня і Білий Камінь Золочівський р-н Намісник: ігумен Онуфрій (Дзюпин). Братія монастиря: ієромонах Рафаїл (Засанський).

## Структура
Правління знаходиться за адресою: 79008, м. Львів, вул. Івана Федоровича, 11:
Склад правління:
- Правлячий архієрей — Митрополит Львівський Макарій (Малетич)
- Канцлер єпархії — митр. прот. Целень Володимир.
- Секретар-референт — митр. прот. Матвієнко Руслан.
- Бухгалтер єпархії — митр. прот. Садовський Михайло.

Підрозділи правління:
- Єпархіальна рада:
  - Голова — Митрополит Макарій (Малетич)
  - Секретар — митр. прот. Сас Іван.

Засідання: 1-й вівторок місяця.
- Єпархіальний суд:
- Голова суду — митр. прот. Василина Нестор.
- Львівська духовна семінарія
  - Ректор — митр. прот. Луцишин Василь.
  - Інспектор.

| Деканати | Деканати                    | Деканати                     |
| №        | Назва                       | Декан                        |
| -------- | --------------------------- | ---------------------------- |
| 1        | Бродівський                 | архимандрит Миколай (Мартин) |
| 2        | Буський                     | митр. прот. Володимир Целень |
| 3        | Городоцький                 | митр. прот. Степан Целень    |
| 4        | Дрогобицький                | митр. прот. Дмитро Малетич   |
| 5        | Жовківсько-Камя'нко-Бузький | митр. прот. Іван Сас         |
| 6        | Золочівський                | митр. прот. Василь Саган     |
| 7        | Львівський                  | митр. прот. Олег Древняк     |
| 8        | Львівсько-Белзький          | митр. прот. Мирослав Кінас   |
| 9        | Миколаївський               | митр. прот. Роман Сотник     |
| 10       | Мостиський                  | митр. прот. Іван Тиндик      |
| 11       | Підкаменський               | прот. Степан Пиріг           |
| 12       | Перемишлянський             | митр. прот. Василь Довгий    |
| 13       | Пустомитівський             | митр. прот. Богдан Коваль    |
| 14       | Радехівський                | митр. прот. Іван Скаліш      |
| 15       | Самбірський                 | митр. прот. Ігор Поливка     |
| 16       | Старосамбірський            | митр. прот. Іван Унятович    |
| 17       | Сколівський                 | митр. прот. Микола Біляк     |
| 18       | Сокальський                 | митр. прот. Микола Винар     |
| 19       | Стрийський                  | митр. прот. Михайло Зубкович |
| 20       | Турківський                 | митр. прот. Андрій Клуб      |
| 21       | Яворівський                 | митр. прот. Тарас Піджарко   |

| Парафії | Парафії                                              | Парафії                                                      | Парафії | Парафії                     |
| №       | Назва                                                | Адреса                                                       | Настоятель                                                                                                  | Деканат                     |
| ------- | ---------------------------------------------------- | ------------------------------------------------------------ | --- | --------------------------- |
| 1       | Парафія Покрови Пресвятої Богородиці                 | с. Білявці, Золочівський р-н                                 | митр. прот. Петро Фітьо                                                                                     | Бродівський                 |
| 2       | Парафія ап. єв. Іоана Богослова                      | с. Бовдури, Золочівський р-н                                 | митр. прот. Віталій Коваль                                                                                  | Бродівський                 |
| 3       | Парафія влмц. Параскеви-П'ятниці                     | с. Берлин, Золочівський р-н                                  | прот. Роман Кучкуда                                                                                         | Бродівський                 |
| 4       | Парафія Успіння Пресвятої Богородиці                 | м. Броди, вул. Є. Коновальця, 10, Золочівський р-н           | архимандрит Миколай (Мартин)                                                                                | Бродівський                 |
| 5       | Парафія Покрови Пресвятої Богородиці                 | с. Висоцько, Золочівський р-н                                | архимандрит Миколай (Мартин)                                                                                | Бродівський                 |
| 6       | Парафія Покрови Пресвятої Богородиці                 | с. Гаї, Золочівський р-н                                     | ієрей Ігор Теслюк                                                                                           | Бродівський                 |
| 7       | Парафія влмч. Димитрія Солунського                   | с. Гаї-Дітковецькі, Золочівський р-н                         | ієрей Ігор Теслюк                                                                                           | Бродівський                 |
| 8       | Парафія Богоявлення Господнього                      | с. Голосковичі, Золочівський р-н                             | архімандрит Миколай (Мартин)                                                                                | Бродівський                 |
| 9       | Парафія рівноап. Володимира Великого                 | с. Гаї Дуб'євські, Золочівський р-н                          | архімандрит Миколай (Мартин)                                                                                | Бродівський                 |
| 10      | Парафія ап. Пилипа                                   | с. Конюшків, Золочівський р-н                                | митр. прот. Петро Фітьо                                                                                     | Бродівський                 |
| 11      | Парафія Введення Пресвятої Богородиці                | с. Лагодів, Золочівський р-н                                 | митр. прот. Ігор Крук                                                                                       | Бродівський                 |
| 12      | Парафія Різдва Іоана Хрестителя                      | с. Лісове, Золочівський р-н                                  | митр. прот. Степан Івануса                                                                                  | Бродівський                 |
| 13      | Парафія вмч. Микити                                  | с. Лучківці, Золочівський р-н                                | архімандрит Миколай (Мартин)                                                                                | Бродівський                 |
| 14      | Парафія апп. Петра і Павла                           | с. Піски, Золочівський р-н                                   | митр. прот. Степан Івануса                                                                                  | Бродівський                 |
| 15      | Парафія Архистратига Михаїла                         | с. Підгірці, Золочівський р-н                                | митр. прот. Богдан Кравець                                                                                  | Бродівський                 |
| 16      | Парафія свт. Миколая                                 | с. Смільне, Золочівський р-н                                 | митр. прот. Ігор Крук                                                                                       | Бродівський                 |
| 17      | Парафія Вознесіння Господнього                       | с. Суходоли, Золочівський р-н                                | митр. прот. Віталій Коваль                                                                                  | Бродівський                 |
| 18      | Парафія Святого Духа                                 | с. Сухота, Золочівський р-н                                  | митр. прот. Іван Мартин                                                                                     | Бродівський                 |
| 19      | Парафія Різдва Пресвятої Богородиці                  | с. Балучин, Золочівський р-н                                 | | Буський                     |
| 20      | Парафія вмч. Димитрія Солунського                    | с. Женів, Золочівський р-н                                   | | Буський                     |
| 21      | Парафія ап. Андрія Первозваного                      | с. Заводське, Заводське р-н                                  | митр. прот. Дмитро Карабіновський                                                                           | Буський                     |
| 22      | Парафія св. рівноап. Володимира Великого             | смт. Красне, Золочівський р-н                                | митр. прот. Юрій Толочний                                                                                   | Буський                     |
| 23      | Парафія св. рівноап. Ольги (1991)                    | селище Красне, Золочівський р-н                              | митр. прот. Володимир Целень                                                                                | Буський                     |
| 24      | Парафія мчч. Бориса і Гліба                          | селище Красне (селище зв'язківців), Золочівський р-н         | митр. прот. Володимир Целень                                                                                | Буський                     |
| 25      | Парафія св. влмч. Юрія Переможця                     | с. Топорів, Золочівський р-н                                 | митр. прот. Павло Блавацький                                                                                | Буський                     |
| 26      | Парафія Воздвиження ЧЖХГ                             | с. Новий Милятин, Золочівський р-н                           | | Буський                     |
| 27      | Парафія св. Тройці                                   | селище Олесько, Золочівський р-н                             | митр. прот. Ігор Лишкович                                                                                   | Буський                     |
| 28      | Парафія Воскресіння Господнього                      | с. Побужани, Золочівський р-н                                | митр. прот. Любомир Бурбела                                                                                 | Буський                     |
| 29      | Парафія Покрови Пресвятої Богородиці                 | с. Полтва, Золочівський р-н                                  | митр. прот. Михайло Льода                                                                                   | Буський                     |
| 30      | Парафія Покладення пояса Пресвятої Богородиці        | с. Хватів, Золочівський р-н                                  | | Буський                     |
| 31      | Парафія вмч. Димитрія Солунського                    | с. Яблунівка, Золочівський р-н                               | | Буський                     |
| 32      | Парафія Богоявлення Господнього                      | с. Вовчухи, Львівський р-н                                   | митр. прот. Степан Целень                                                                                   | Городоцький                 |
| 33      | Парафія Преображення Господнього                     | с. Грімне, Львівський р-н                                    | | Городоцький                 |
| 34      | Парафія Турковицької ікони Божої Матері              | м. Городок, вул. Січових Стрільців, Львівський р-н           | | Городоцький                 |
| 35      | Парафія ап. єв. Іоана Богослова                      | с. Добряни, Львівський р-н                                   | митр. прот. Михайло Білий                                                                                   | Городоцький                 |
| 36      | Парафія Успіння Пресвятої Богородиці                 | с. Долиняни, Львівський р-н                                  | | Городоцький                 |
| 37      | Парафія св. рівноап. Ольги                           | с. Катериничі, Львівський р-н                                | | Городоцький                 |
| 38      | Парафія свт. Іоана Золотоустого                      | с. Піски, Львівський р-н                                     | митр. прот. Богдан Сільвестр                                                                                | Городоцький                 |
| 39      | Парафія Покрови Пресвятої Богородиці                 | с. Татаринів, Львівський р-н                                 | митр. прот. Мирослав Попович                                                                                | Городоцький                 |
| 40      | Парафія Покрови Пресвятої Богородиці                 | м. Дрогобич, вул. Коновальця, Львівський р-н                 | митр. прот. Дмитро Малетич                                                                                  | Дрогобицький                |
| 41      | Парафія Усічення голови Іоана Хрестителя             | м. Борислав, вул. Шевченка, 127                              | митр. прот. Юрій Баса                                                                                       | Дрогобицький                |
| 42      | Парафія Різдва Іоана Хрестителя                      | м. Трускавець, Дрогобицький р-н, вул. Роксолани, 17          | | Дрогобицький                |
| 43      | Парафія свт. Миколая                                 | смт Східниця, Дрогобицький р-н, вул. Золота Баня, 40-Б       | ієрей Олексій Тимик                                                                                         | Дрогобицький                |
| 44      | Парафія свтт. Костянтина і Олени                     | с. Солонське, Дрогобицький р-н                               | митр. прот. Олег Терлецький                                                                                 | Дрогобицький                |
| 45      | Парафія апп. Петра і Павла                           | с. Станиля, Дрогобицький р-н                                 | митр. прот. Юрій Баса                                                                                       | Дрогобицький                |
| 46      | Парафія Арх. Михаїла                                 | с. Доброгостів, Дрогобицький р-н                             | прот. Роман Водяник                                                                                         | Дрогобицький                |
| 47      | Парафія Різдва Пресвятої Богородиці                  | с. Ясениця-Сільна, Дрогобицький р-н                          | митр. прот. Ігор Берегуляк                                                                                  | Дрогобицький                |
| 48      | Парафія Успіння Пресвятої Богородиці                 | с. Бесіди, Львівський р-н                                    | | Жовківсько-Кам'янко-Бузький |
| 49      | Парафія Покрови Пресвятої Богородиці                 | с. Вихопні, Львівський р-н                                   | | Жовківсько-Кам'янко-Бузький |
| 50      | Парафія Архистратига Михаїла                         | с. Великі Передримихи, Львівський р-н                        | митр. прот. Андрій Підгайний                                                                                | Жовківсько-Кам'янко-Бузький |
| 51      | Парафія Преображення Господнього                     | с. Вирів, Львівський р-н                                     | | Жовківсько-Кам'янко-Бузький |
| 52      | Парафія Святого Духа                                 | с. Дернівка, Львівський р-н                                  | | Жовківсько-Кам'янко-Бузький |
| 53      | Парафія Успіння Пресвятої Богородиці                 | м. Дубляни, Львівський р-н                                   | митр. прот. Іван Сас                                                                                        | Жовківсько-Кам'янко-Бузький |
| 54      | Парафія Праведного Лазаря                            | м. Жовква, Львівський р-н                                    | прот. Петро Бранець                                                                                         | Жовківсько-Кам'янко-Бузький |
| 55      | Парафія Успіння Пресвятої Богородиці                 | м. Кам'янка-Бузька, Львівський р-н, вул. Перемоги            | | Жовківсько-Кам'янко-Бузький |
| 56      | Парафія св. пророка Іллі                             | с. Костеїв, Львівський р-н                                   | | Жовківсько-Кам'янко-Бузький |
| 57      | Парафія свв. апп. Петра і Павла                      | с. Липник, Львівський р-н                                    | | Жовківсько-Кам'янко-Бузький |
| 58      | Парафія свт. Миколая                                 | с. Любеля, Львівський р-н                                    | | Жовківсько-Кам'янко-Бузький |
| 59      | Парафія Собору Пресвятої Богородиці                  | с. Малехів, Львівський р-н                                   | митр. прот. Михайло Марків                                                                                  | Жовківсько-Кам'янко-Бузький |
| 60      | Парафія Різдва Пресвятої Богородиці                  | с. Могиляни, Львівський р-н                                  | митр. прот. Андрій Підгайний                                                                                | Жовківсько-Кам'янко-Бузький |
| 61      | Парафія Трьох Святителів                             | с. Нагірці, Львівський р-н                                   | митр. прот. Руслан Матвієнко                                                                                | Жовківсько-Кам'янко-Бузький |
| 62      | Парафія св. Софії                                    | м. Золочів, вул. Ольжича, 20                                 | митр. прот. Василь Саган                                                                                    | Золочівський                |
| 63      | Парафія Преображення Господнього                     | с. Сасів, Золочівський р-н                                   | митр. прот. Василь Саган                                                                                    | Золочівський                |
| 64      | Парафія Святого Духа                                 | с. Коропець, Золочівський р-н                                | | Золочівський                |
| 65      | Парафія ап. єв. Івана Богослова                      | с. Богутин, Золочівський р-н                                 | | Золочівський                |
| 66      | Парафія апп. Петра і Павла                           | с. Трудовач, Золочівський р-н                                | митр. прот. Андрій Баса                                                                                     | Золочівський                |
| 67      | Парафія свт. Миколая                                 | с. Стінка, Золочівський р-н                                  | митр. прот. Андрій Баса                                                                                     | Золочівський                |
| 68      | Парафія Різдва Пресвятої Богородиці                  | с. Бібщани, Золочівський р-н                                 | | Золочівський                |
| 69      | Парафія всіх Святих в Землі Українській прославлених | Золочів, вул. Ак. Павлова, 23                                | митр. прот. Орест Галан                                                                                     | Золочівський                |
| 70      | Парафія прп. Параскеви Сербської                     | с. Зашків, Золочівський р-н                                  | митр. прот. Володимир Генсьор                                                                               | Золочівський                |
| 71      | Парафія прп. Онуфрія Великого                        | с. Майдан-Гологірський, Золочівський р-н                     | митр. прот. Володимир Генсьор                                                                               | Золочівський                |
| 72      | Парафія рівноапп. Кирила і Мефодія                   | с. Хмелева, Золочівський р-н                                 | | Золочівський                |
| 73      | Парафія мчч. Бориса і Гліба                          | с. Руда-Колтівська, Золочівський р-н                         | | Золочівський                |
| 74      | Парафія Різдва Іоана Хрестителя                      | с. Колтів, Золочівський р-н                                  | | Золочівський                |
| 75      | Парафія вмч. Микити                                  | с. Жуків, Золочівський р-н                                   | | Золочівський                |
| 76      | Парафія праведної Анни                               | м. Глиняни, Золочівський р-н                                 | митр. прот. Тарас Дудар                                                                                     | Золочівський                |
| 77      | Парафія пророка Іллі                                 | с. Розворяни, Золочівський р-н                               | митр. прор. Тарас Дудар                                                                                     | Золочівський                |
| 78      | Парафія Вознесіння Господнього                       | с. Бортків, Золочівський р-н                                 | | Золочівський                |
| 79      | Парафія св. рівноап. кн. Ольги                       | с. Стадня, Золочівський р-н                                  | | Золочівський                |
| 80      | Парафія перенесення мощів свт. Миколая               | с. Куровичі, Золочівський р-н                                | | Золочівський                |
| 81      | Парафія Архистратига Михаїла                         | с. Солова, Золочівський р-н                                  | | Золочівський                |
| 82      | Парафія апп. Петра і Павла                           | с. Словіта, Золочівський р-н                                 | митр. прот. Тарас Кравець                                                                                   | Золочівський                |
| 83      | Парафія пророка Іллі                                 | с. Косичі, Золочівський р-н                                  | | Золочівський                |
| 84      | Парафія прп. Параскеви Сербської                     | с. Бужок, Золочівський р-н                                   | | Золочівський                |
| 85      | Парафія Архістратига Михаїла                         | с. Розваж, Золочівський р-н                                  | | Золочівський                |
| 86      | Парафія Архістратига Михаїла                         | с. Скварява, Золочівський р-н                                | | Золочівський                |
| 87      | Парафія перенесення мощів свт. Миколая               | с. Жуличі, Золочівський р-н                                  | | Золочівський                |
| 88      | Парафія влмч. Юрія Переможця                         | с. Гологори, Золочівський р-н                                | | Золочівський                |
| 89      | Парафія влмч. Димитрія Солунського                   | с. Гологірки, Золочівський р-н                               | | Золочівський                |
| 90      | Парафія свт. Миколая                                 | с. Сновичі, Золочівський р-н                                 | митр. прот. Іван Гірняк                                                                                     | Золочівський                |
| 91      | Парафія Святої Трійці                                | с. Білий Камінь, Золочівський р-н                            | | Золочівський                |
| 92      | Парафія Преображення Господнього                     | с. Підлисся, Золочівський р-н                                | | Золочівський                |
| 93      | Парафія Покрови Пресвятої Богородиці                 | с. Черемошня, Золочівський р-н                               | | Золочівський                |
| 94      | Парафія Успіння Пресвятої Богородиці                 | с. Верхобуж, Золочівський р-н                                | | Золочівський                |
| 95      | Парафія св. рівноап. Володимира Великого             | с. Кругів, Золочівський р-н                                  | | Золочівський                |
| 96      | Парафія свт. Миколая                                 | с. Якторів, Золочівський р-н                                 | митр. прот. Петро Червінський                                                                               | Золочівський                |
| 97      | Парафія пророка Іллі                                 | с. Єлиховичі, Золочівський р-н                               | | Золочівський                |
| 98      | Парафія Воздвиження ЧЖХГ                             | с. Городилів, Золочівський р-н                               | | Золочівський                |
| 99      | Парафія вмч. Димитрія Солунського                    | с. Ремезівці, Золочівський р-н                               | | Золочівський                |
| 100     | Парафія Введення в храм Пресвятої Богородиці         | с. Ушня, Золочівський р-н                                    | | Золочівський                |
| 101     | Парафія села Побіч                                   | с. Побіч, Золочівський р-н                                   | | Золочівський                |
| 102     | кафедральний собор Успіння Пресвятої Богородиці      | м. Львів, вул. Руська, 7, (вул. Підвальна, 9)                | митр. прот. Ігор Бурмило                                                                                    | Львівський                  |
| 103     | Парафія Преображення Господнього                     | м. Львів, вул. Роксоляни, 43а                                | | Львівський                  |
| 104     | Парафія Успіння Праведної Анни                       | м. Львів, вул. Заозерна, 11                                  | | Львівський                  |
| 105     | Парафія ап. Андрія Первозваного                      | м. Львів, вул. Шевченка, 64                                  | митр. прот. Степан Гарбадин                                                                                 | Львівський                  |
| 106     | Парафія вмч. Пантелеймона                            | м. Львів, вул. Навроцького, 23                               | | Львівський                  |
| 107     | Парафія Архистратига Михаїла                         | м. Львів, вул. Каховська, 32                                 | митр. прот. Микола Гнатів                                                                                   | Львівський                  |
| 108     | Парафія вмч. Пантелеймона                            | м. Львів, вул. Княгині Ольги, 1а                             | | Львівський                  |
| 109     | Парафія Різдва Іоана Хрестителя                      | м. Львів, вул. Пасічна, 91                                   | митр. прот. Володимир Васьків                                                                               | Львівський                  |
| 110     | Парафія Вознесіння Господнього                       | м. Львів, вул. Щурата, 10б                                   | | Львівський                  |
| 111     | Парафія мчч. Бориса і Гліба                          | м. Львів, вул. Стрийська, 148в                               | | Львівський                  |
| 112     | Парафія св. апп. Петра і Павла                       | м. Львів, вул. Личаківська, 82а                              | митр.прот. Микола Кавчак                                                                                    | Львівський                  |
| 113     | Парафія свт. Василія Великого                        | м. Львів, вул. Городоцька, 20 (СІЗО)                         | | Львівський                  |
| 114     | Парафія Всіх Святих Землі Української                | м. Львів, вул. Авіаційна, 1                                  | | Львівський                  |
| 115     | Парафія Архистратига Михаїла                         | м. Львів, вул. Пулюя                                         | | Львівський                  |
| 116     | Парафія Преображення Господнього                     | м. Львів, вул. Ковельська, 37                                | | Львівський                  |
| 117     | Парафія рівноап. Володимира Великого                 | м. Львів, вул. П. Панча, 12а                                 | | Львівський                  |
| 118     | Парафія Введення Пресв. Богородиці                   | м. Львів, вул. Запорізька, 1а                                | | Львівський                  |
| 119     | Парафія рівноап. Володимира Великого і кн. Ольги     | м. Винники, Львівський р-н                                   | митр. прот. Василь Петрик                                                                                   | Львівський                  |
| 120     | Парафія св. Миколая                                  | м. Винники, Львівський р-н                                   | | Львівський                  |
| 121     | Парафія Холмської Ікони Божої Матері                 | м. Львів, вул. Харківська, 46                                | прот. Михайло Савка                                                                                         | Львівський                  |
| 122     | Парафія Покрови Пресвятої Богородиці                 | м. Львів, вул. Щирецька, 36                                  | митр. прот. Михайло Садовський, священики храму: прот. Петро Бойко, прот. Олег Малетич, прот. Богдан Возняк | Львівський                  |
| 123     | Парафія Покрови Пресвятої Богородиці                 | м. Львів, вул. Демнянська, 4                                 | прот. Андрій Сокальчук                                                                                      | Львівський                  |
| 124     | Парафія Воздвиження ЧЖХГ                             | м. Львів, вул. Замарстинівська, 233                          | | Львівський                  |
| 125     | Парафія Святої Трійці                                | м. Львів, вул. Вернадського, 2                               | ієрей Богдан Струк                                                                                          | Львівський                  |
| 126     | Парафія Рівноап. Володимира Великого                 | м. Львів, вул. Стрийська, в/ч 4114                           | | Львівський                  |
| 127     | Парафія Різдва Пресвятої Богородиці                  | м. Львів, вул. Богданівська, 1                               | | Львівський                  |
| 128     | Парафія першомученика архидиякона Стефана            | м. Львів, вул. Щурата                                        | | Львівський                  |
| 129     | Парафія ап. Андрія Першозваного                      | м. Львів, вул. Тракт Глинянський, 139б                       | | Львівський                  |
| 130     | Громада церкви Всіх Святих                           | с. Сопошин, Шептицький р-н, перейшла з УПЦ МП                | | Львівсько-Белзький          |
| 131     | Громада церкви Успіння Пресвятої Богородиці          | м. Великі Мости, Шептицький р-н, перейшла з УПЦ МП           | | Львівсько-Белзький          |
| 132     | Громада церкви Різдва Пресвятої Богородиці           | м. Угнів, Шептицький р-н, перейшла з УПЦ МП                  | | Львівсько-Белзький          |
| 133     | Громада церкви Покрови Пресвятої Богородиці          | с. Піддубне, Шептицький р-н, перейшла з УПЦ МП               | | Львівсько-Белзький          |
| 134     | Громада церкви св. безср. Косьми і Даміяна           | с. Корчів, Шептицький р-н, перейшла з УПЦ МП                 | | Львівсько-Белзький          |
| 135     | Громада церкви св. влмч. Параскеви-П'ятниці          | с. Карів, Шептицький р-н, перейшла з УПЦ МП                  | митр. прот. Мирослав Кінас                                                                                  | Львівсько-Белзький          |
| 136     | Громада церкви Архістратига Михаїла                  | с. Михайлівка, Шептицький р-н, перейшла з УПЦ МП             | | Львівсько-Белзький          |
| 137     | Громада церкви Воздвиження ЧЖХГ                      | с. Стенятин, Шептицький р-н, перейшла з УПЦ МП               | | Львівсько-Белзький          |
| 138     | Громада церкви Покрови Пресвятої Богородиці          | с. Свитазів, Шептицький р-н, перейшла з УПЦ МП               | | Львівсько-Белзький          |
| 139     | Громада церкви Архістратига Михаїла                  | с. Верчани, Шептицький р-н, перейшла з УПЦ МП                | | Львівсько-Белзький          |
| 140     | Громада церкви Архістратига Михаїла                  | с. Піщани, Шептицький р-н, перейшла з УПЦ МП                 | | Львівсько-Белзький          |
| 141     | Парафія Успіння Пресвятої Богородиці                 | м. Миколаїв, вул. Львівська, 17, Стрийський р-н              | митр. прот. Роман Сотник                                                                                    | Миколаївський               |
| 142     | Парафія свт. Миколая                                 | м. Новий Розділ, вул. Яворницького, 2, Стрийський р-н        | митр. прот. Ростислав Мига                                                                                  | Миколаївський               |
| 143     | Парафія прп. Параскеви Сербської                     | с. Повергів, Яворівський р-н                                 | прот. Юрій Кузьм'як                                                                                         | Миколаївський               |
| 144     | Парафія Чуда Архистратига Михаїла в Хонах            | с. Мишлятичі, Яворівський р-н                                | | Мостиський                  |
| 145     | Парафія Покрови Пресвятої Богородиці                 | с. Ганьковичі, Яворівський р-н                               | | Мостиський                  |
| 146     | Парафія Архистратига Михаїла                         | с. Конюшки, Яворівський р-н                                  | | Мостиський                  |
| 147     | Парафія ап. єв. Івана Богослова                      | с. Буховичі, Яворівський р-н                                 | прот. Богдан Бень                                                                                           | Мостиський                  |
| 148     | Парафія Успіння Пресвятої Богородиці                 | с. Бортятин, Яворівський р-н                                 | митр. прот. Михайло Венграк                                                                                 | Мостиський                  |
| 149     | Парафія рівноапостольного Володимира Великого        | с. Заверхи, Яворівський р-н                                  | митр. прот. Ігор Вінярський                                                                                 | Мостиський                  |
| 150     | Парафія Вмч. Димитрія Солунського                    | с. Поповичі, Яворівський р-н                                 | | Мостиський                  |
| 151     | Парафія Воздвиження ЧЖХГ                             | с. Плешевичі, Яворівський р-н                                | | Мостиський                  |
| 152     | Парафія вмч. Димитрія Солунського                    | с. Зав'язанці, Яворівський р-н                               | | Мостиський                  |
| 153     | Парафія апп. Петра і Павла                           | 81374 с. Вишенька, Яворівський р-н                           | | Мостиський                  |
| 154     | Парафія Благовіщення Пресвятої Богородиці            | с. Волиця, Яворівський р-н                                   | митр. прот. Михайло Кархус                                                                                  | Мостиський                  |
| 155     | Парафія ап. єв. Іоана Богослова                      | с. Мокряни, Яворівський р-н                                  | митр. прот. Ігор Бригей                                                                                     | Мостиський                  |
| 156     | Парафія Різдва Пресвятої Богородиці                  | с. Дидятичі, Яворівський р-н                                 | | Мостиський                  |
| 157     | Парафія Воздвиження ЧЖХГ                             | с. Годині, Яворівський р-н                                   | | Мостиський                  |
| 158     | Парафія Воздвиження ЧЖХГ                             | с. Черневе, Яворівський р-н                                  | | Мостиський                  |
| 159     | Парафія Усічення голови Іоана Хрестителя             | с. Волостків, Яворівський р-н                                | | Мостиський                  |
| 160     | Парафія Успіння Пресвятої Богородиці                 | с. Кульматичі, Яворівський р-н                               | | Мостиський                  |
| 161     | Парафія свт. Миколая                                 | с. Буців, Мостиський р-н                                     | митр. прот. Микола Малетич                                                                                  | Мостиський                  |
| 162     | Парафія Преображення Господнього                     | с. Шегині, Яворівський р-н                                   | митр. прот. Микола Малетич                                                                                  | Мостиський                  |
| 163     | Парафія Вознесіння Господнього                       | м. Мостиська, Яворівський р-н                                | | Мостиський                  |
| 164     | Парафія Нерукотворного Образа Господнього            | с. Берегове, Яворівський р-н                                 | прот. Володимир Олинець                                                                                     | Мостиський                  |
| 165     | Парафія Успіння Пресвятої. Богородиці                | с. Гостинцеве, Мостиський р-н                                | митр. прот. Євген Павлусь                                                                                   | Мостиський                  |
| 166     | Парафія Покладення ризи Пресвятої Богородиці         | с. Липники, Яворівський р-н                                  | | Мостиський                  |
| 167     | Парафія вмч. Пантелеймона                            | с. Княгиничі, Яворівський р-н                                | | Мостиський                  |
| 168     | Парафія Святого Духа                                 | с. Ніговичі, Яворівський р-н                                 | | Мостиський                  |
| 169     | Парафія Різдва Пресвятої Богородиці                  | с. Підліски, Яворівський р-н                                 | прот. Ростислав Роговий                                                                                     | Мостиський                  |
| 170     | Парафія Різдва Пресвятої Богородиці                  | с. Чижевичі, Яворівський р-н                                 | | Мостиський                  |
| 171     | Парафія Святої Тройці                                | м. Судова Вишня, Яворівський р-н                             | | Мостиський                  |
| 172     | Парафія Преображення Господнього                     | с. Боратичі, Яворівський р-н                                 | | Мостиський                  |
| 173     | Парафія апп. Петра і Павла                           | с. Хідновичі, Яворівський р-н                                | митр. прот. Володимир Турко                                                                                 | Мостиський                  |
| 174     | Парафія Різдва Пресвятої Богородиці                  | с. Храпличі, Яворівський р-н                                 | | Мостиський                  |
| 175     | Парафія Покладення Ризи Пресвятої Богородиці         | с. Тишковичі, Яворівський р-н                                | | Мостиський                  |
| 176     | Парафія Архистратига Михаїла                         | с. Циків, Яворівський р-н                                    | | Мостиський                  |
| 177     | Парафія Архистратига Михаїла                         | с. Нагірне, Яворівський р-н                                  | митр. прот. Всеволод Цибульський                                                                            | Мостиський                  |
| 178     | Парафія свт. Миколая                                 | с. Чишки, Яворівський р-н                                    | митр. прот. Всеволод Цибульський                                                                            | Мостиський                  |
| 179     | Парафія апп. Петра і Павла                           | с. Крисовичі, Яворівський р-н                                | митр. прот. Всеволод Цибульський                                                                            | Мостиський                  |
| 180     | Парафія свт. Миколая                                 | с. Пнікут, Яворівський р-н                                   | | Мостиський                  |
| 181     | Парафія ап. єв. Іоана Богослова                      | с. Батьків, Золочівський р-н                                 | митр. прот. Іван Копровський                                                                                | Підкамінський               |
| 182     | Парафія Різдва Пресвятої Богородиці                  | с. Голубиця, Золочівський р-н                                | ієрей Володимир Ільчишин                                                                                    | Підкамінський               |
| 183     | Парафія Воздвиження ЧЖХГ                             | с. Звижень, Золочівський р-н                                 | митр. прот. Іван Копровський                                                                                | Підкамінський               |
| 184     | Парафія ап. єв. Іоана Богослова                      | с. Клекотів, Золочівський р-н                                | прот. Василь Осінчук                                                                                        | Підкамінський               |
| 185     | Парафія Входу Господнього в Єрусалим                 | с. Кутище, Золочівський р-н                                  | митр. прот. Іван Витрикуш                                                                                   | Підкамінський               |
| 186     | Парафія Покрови Пресвятої Богородиці                 | с. Лукавець, Золочівський р-н, почергово з громадою УГКЦ     | митр. прот. Іван Витрикуш                                                                                   | Підкамінський               |
| 187     | Парафія Архистратига Михаїла                         | с. Паликорови, Золочівський р-н                              | | Підкамінський               |
| 188     | Парафія вмц. Параскеви П'ятниці                      | смт Підкамінь, Золочівський р-н                              | | Підкамінський               |
| 189     | Парафія Собору Пресвятої Богородиці                  | с. Стиборівка, Золочівський р-н., почергово з громадою УГКЦ  | митр. прот. Степан Пиріг                                                                                    | Підкамінський               |
| 190     | Парафія Вознесіння Господнього                       | с. Шнирів, Золочівський р-н                                  | прот. Василь Осінчук                                                                                        | Підкамінський               |
| 191     | Парафія Святої Трійці                                | с. Брюховичі, Львівський р-н                                 | | Перемишлянський             |
| 192     | Парафія св. Іоана Хрестителя                         | с. Вовків, Львівський р-н                                    | митр. прот. Василь Довгий                                                                                   | Перемишлянський             |
| 193     | Парафія свт. Миколая                                 | с. Ганачівка, Львівський р-н                                 | митр. прот. Микола Марків                                                                                   | Перемишлянський             |
| 194     | Парафія св. ап. єв. Іоана Богослова (1830)           | с. Костенів, почергово з громадою УГКЦ, Львівський р-н       | | Перемишлянський             |
| 195     | Парафія апп. Петра і Павла                           | с. Ладанці, Львівський р-н                                   | митр. прот. Степан Теслюк                                                                                   | Перемишлянський             |
| 196     | Парафія прп. Параскеви Сербської                     | с. Мерещів, Львівський р-н, почергово з громадою УГКЦ        | | Перемишлянський             |
| 197     | Парафія Преображення Господнього                     | с. Осталовичі, Львівський р-н, почергово з громадою УГКЦ     | прот. Ігор Балич                                                                                            | Перемишлянський             |
| 198     | Парафія Вознесіння Господнього                       | м. Перемишляни, вул. Липова алея, 9б                         | прот. Богдан Сливка                                                                                         | Перемишлянський             |
| 199     | Парафія Воздвиження ЧЖХГ                             | с. Пнятин, Львівський р-н                                    | | Перемишлянський             |
| 200     | Парафія перенесення мощей св. мчч. Бориса і Гліба    | с. Під'ярків, Львівський р-н                                 | прот. Андрій Сокальчук                                                                                      | Перемишлянський             |
| 201     | Парафія Покрови Пресвятої Богородиці                 | с. Розсохи, Львівський р-н                                   | митр. прот Василь Довгий                                                                                    | Перемишлянський             |
| 202     | Парафія свт. Миколая                                 | с. Селиська, Львівський р-н                                  | митр. прот. Володимир Школярчук                                                                             | Перемишлянський             |
| 203     | Парафія Архистратига Михаїла                         | с. Утіховичі, Львівський р-н, почергово з громадою УГКЦ      | митр. прот. Василь Довгий                                                                                   | Перемишлянський             |
| 204     | Парафія апп. Петра і Павла                           | с. Сороки-Львівські, Львівський р-н                          | митр. прот. Богдан Коваль                                                                                   | Пустомитівський             |
| 205     | Парафія Різдва Пресвятої Богородиці                  | смт Щирець-Піски-Лани, вул. Золотогірська, 25                | митр. прот. Андрій Афтанас                                                                                  | Пустомитівський             |
| 206     | капличка Покрови Пресвятої Богородиці                | с. Лани, Львівський р-н                                      | | Пустомитівський             |
| 207     | Парафія Архистратига Михаїла                         | с. Дмитровичі, Львівський р-н                                | прот. Ярослав Гайдучок                                                                                      | Пустомитівський             |
| 208     | Парафія вмч. Димитрія Солунського                    | с. Городиславичі, Львівський р-н                             | прот. Роман Грабар                                                                                          | Пустомитівський             |
| 209     | Парафія Собору Іоана Хрестителя                      | с. Гаї, Львівський р-н                                       | | Пустомитівський             |
| 210     | Парафія Воздвиження ЧЖХГ                             | с. Глуховичі, Львівський р-н                                 | | Пустомитівський             |
| 211     | Парафія Архистратига Михаїла                         | с. Сердиця, Львівський р-н                                   | прот. Іван Духнич                                                                                           | Пустомитівський             |
| 212     | Парафія Покрови Пресвятої Богородиці                 | с. Підгірне, Львівський р-н                                  | прот. Микола Гринів                                                                                         | Пустомитівський             |
| 213     | Парафія ап. єв. Івана Богослова                      | с. Зимна Вода, Львівський р-н                                | прот. Микола Тишкун                                                                                         | Пустомитівський             |
| 214     | Парафія Собору Пресвятої Богородиці                  | с. Пикуловичі, Львівський р-н                                | прот. Сергій Лампицький                                                                                     | Пустомитівський             |
| 215     | Парафія Покрови Пресвятої Богородиці                 | с. Кротошин, Львівський р-н                                  | прот. Ярослав Маланюк                                                                                       | Пустомитівський             |
| 216     | Парафія безср. Кузьми і Дем'яна                      | с. Пасіки-Зубрицькі, Львівський р-н                          | прот. Ярослав Маланюк                                                                                       | Пустомитівський             |
| 217     | Парафія свв. мцц. Віри                               | Надії, Любові та їх матері Софії, с. Гончари, Львівський р-н | прот. Олег Древняк                                                                                          | Пустомитівський             |
| 218     | Парафія Покрови Пресвятої Богородиці                 | с. Миколаїв, Львівський р-н                                  | прот. Петро-Володимир Петришин                                                                              | Пустомитівський             |
| 219     | Парафія Різдва Пресвятої Богородиці                  | с. Підсоснів, Львівський р-н                                 | прот. Петро-Володимир Петришин                                                                              | Пустомитівський             |
| 220     | Парафія Парафія свт. Миколая                         | с. Звенигород, Львівський р-н                                | митр. прот. Юрій Денега                                                                                     | Пустомитівський             |
| 221     | Парафія Архистратига Михаїла                         | с. Гринів, Львівський р-н                                    | прот. Юрій Денега                                                                                           | Пустомитівський             |
| 222     | Парафія сщмч. Ігнатія Богоносця                      | с. Горбачі, Львівський р-н                                   | прот. Олег Пузир                                                                                            | Пустомитівський             |
| 223     | Парафія Покрови Божої Матері                         | с. Лисиничі, Львівський р-н                                  | | Пустомитівський             |
| 224     | Парафія Вознесіння Господнього                       | м. Пустомити, вул. Д. Дяченко                                | прот. Степан Федорович                                                                                      | Пустомитівський             |
| 225     | Парафія Різдва Пресвятої Богородиці                  | с. Солонка, Львівський р-н                                   | прот. Іван Домашовець, ієрей Василь Федько                                                                  | Пустомитівський             |
| 226     | Парафія Успіння Пресвятої Богородиці                 | с. Гуменець, Львівський р-н                                  | прот. Роман Цар                                                                                             | Пустомитівський             |
| 227     | Парафія Успіння Пресвятої Богородиці                 | с. Чишки, Львівський р-н                                     | прот. Василь Яцків                                                                                          | Пустомитівський             |
| 228     | Парафія вмч. Димитрія Солунського                    | с. Виннички, Львівський р-н                                  | прот. Василь Яцків                                                                                          | Пустомитівський             |
| 229     | Парафія Покрови Пресвятої Богородиці                 | с. Вузлове, Шептицький р-н                                   | | Радехівський                |
| 230     | Парафія прп. Симеона Стовпника                       | с. Сушно, Шептицький р-н                                     | | Радехівський                |
| 231     | Парафія безсрібників Кузьми і Дем'яна                | с. Павлів, Шептицький р-н                                    | | Радехівський                |
| 232     | Парафія Різдва Іоана Хрестителя                      | м. Самбір, вул. Шухевича, 71                                 | митр. прот. Ігор Поливка, сотрудник ієрей Олег Комарницький                                                 | Самбірський                 |
| 233     | Парафія Різдва Пресвятої Богородиці                  | м. Рудки, вул. Церковна, 15, Самбірський р-н                 | митр. прот. Ярослав Русиняк, сотрудник ієрей Володимир Юркевич                                              | Самбірський                 |
| 234     | Парафія Архистратига Михаїла                         | с. П'яновичі, Самбірський р-н                                | | Самбірський                 |
| 235     | Парафія Безсрібників Кузьми і Дем'яна                | с. Максимовичі, Самбірський р-н                              | | Самбірський                 |
| 236     | Парафія Успіння Пресвятої Богородиці                 | м. Самбір, вул. Шевченка                                     | | Самбірський                 |
| 237     | Парафія Архистратига Михаїла                         | с. Рогізно, Самбірський р-н                                  | | Самбірський                 |
| 238     | Парафія свт. Миколая                                 | м. Самбір, вул. І. Огієнка, 7                                | | Самбірський                 |
| 239     | Парафія прп. Онуфрія Великого                        | с. Бісковичі, Самбірський р-н                                | | Самбірський                 |
| 240     | Парафія Воздвиження ЧЖХГ                             | с. Вощанці, Самбірський р-н                                  | митр. прот. Степан Терлецький                                                                               | Самбірський                 |
| 241     | Парафія Воздвиження ЧЖХГ                             | с. Кульчиці, Самбірський р-н                                 | | Самбірський                 |
| 242     | Парафія мчч. Флора і Лавра                           | с. Кульчиці, Самбірський р-н                                 | | Самбірський                 |
| 243     | Парафія Різдва Пресвятої Богородиці                  | с. Воютичі, Самбірський р-н                                  | | Самбірський                 |
| 244     | Парафія Різдва Пресвятої Богородиці                  | с. Новосілки-Гостинні, Самбірський р-н                       | митр. прот. Яромир Микитюк                                                                                  | Самбірський                 |
| 245     | Парафія рівноап. Володимира Великого                 | с. Стрілковичі, Самбірський р-н                              | | Самбірський                 |
| 246     | Парафія свт. Миколая                                 | с. Ваньовичі, Самбірський р-н                                | | Самбірський                 |
| 247     | Парафія ап. єв. Іоана Богослова                      | с. Морозовичі, Самбірський р-н                               | | Самбірський                 |
| 248     | Парафія свт. Миколая                                 | с. Канафости, Самбірський р-н                                | митр. прот. Іван Сорока                                                                                     | Самбірський                 |
| 249     | Парафія Воздвиження ЧЖХГ                             | с. Вощанці, Самбірський р-н                                  | митр. прот. Степан Терлецький                                                                               | Самбірський                 |
| 250     | Парафія Вмч. Димитрія Солунського                    | с. Конюшки-Королівські, Самбірський р-н                      | митр. прот. Тарас Стефанів                                                                                  | Самбірський                 |
| 251     | Парафія Усічення голови Іоана Хрестителя             | с. Корналовичі, Самбірський р-н                              | | Самбірський                 |
| 252     | Парафія Архистратига Михаїла                         | с. Калинів, Самбірський р-н                                  | прот. Михайло Маслаган                                                                                      | Самбірський                 |
| 253     | Парафія свт. Василія Великого                        | с. Дубрівка, Самбірський р-н                                 | | Самбірський                 |
| 254     | Парафія Воскресіння Господнього                      | с. Губичі, Самбірський р-н                                   | | Старосамбірський            |
| 255     | Парафія Різдва Пресвятої Богородиці                  | с. Солянуватка, Самбірський р-н                              | митр. прот. Володимир Зворський                                                                             | Старосамбірський            |
| 256     | Парафія безсрр. Косьми і Даміана                     | с. Тершів, Самбірський р-н                                   | | Старосамбірський            |
| 257     | Парафія Воздвиження ЧЖХГ                             | с. Библо, Самбірський р-н                                    | | Старосамбірський            |
| 258     | Парафія Успіння Пресвятої Богородиці                 | с. Боршевичі, Самбірський р-н                                | | Старосамбірський            |
| 259     | Парафія безср. Кузьми і Дем'яна                      | с. Грабівниця, Самбірський р-н                               | | Старосамбірський            |
| 260     | Парафія вмч. Юрія                                    | с. Городисько, Самбірський р-н                               | | Старосамбірський            |
| 261     | Парафія Різдва Пресвятої Богородиці                  | с. Росохи, Самбірський р-н                                   | митр. прот. Мирон Гаврик                                                                                    | Старосамбірський            |
| 262     | Парафія Архистратига Михаїла                         | с. Волошиново, Самбірський р-н                               | митр. прот. Мирон Гаврик                                                                                    | Старосамбірський            |
| 263     | Парафія Вознесіння Господнього                       | с. Шумина, Самбірський р-н                                   | прот. Іван Гарбадин                                                                                         | Старосамбірський            |
| 264     | Парафія свт. Миколая                                 | м. Хирів, Самбірський р-н                                    | прот. Василь Данькович                                                                                      | Старосамбірський            |
| 265     | Парафія Святої Тройці                                | с. Велика Лінина, Самбірський р-н                            | | Старосамбірський            |
| 266     | Парафія Собору Пресвятої Богородиці                  | с. Трушевичі, Самбірський р-н                                | | Старосамбірський            |
| 267     | Парафія Покрови Пресвятої Богородиці                 | с. Стрільбичі, Самбірський р-н                               | | Старосамбірський            |
| 268     | Парафія Собору Пресвятої Богородиці                  | с. Нижня Вовча, Самбірський р-н                              | | Старосамбірський            |
| 269     | Парафія Святої Тройці                                | м. Добромиль, вул. І. Франка, 2а, Самбірський р-н            | | Старосамбірський            |
| 270     | Парафія Успіння Пресвятої Богородиці                 | с. Княжпіль, Самбірський р-н                                 | | Старосамбірський            |
| 271     | Парафія св. ап. Филипа                               | с. Боневичі, Самбірський р-н                                 | протопресвітер Кирило Малетич                                                                               | Старосамбірський            |
| 272     | Парафія Успіння Пресвятої Богородиці                 | с. Нове Місто, Самбірський р-н                               | | Старосамбірський            |
| 273     | каплиця Різдва Христового                            | м. Хирів, вул. Л. Українки, 7                                | | Старосамбірський            |
| 274     | Парафія Різдва Пресвятої Богородиці                  | с. Грушатичі, Самбірський р-н                                | | Старосамбірський            |
| 275     | Парафія вмч. Димитрія Солунського                    | с. Саночани, Самбірський р-н                                 | | Старосамбірський            |
| 276     | Парафія Покрови Пресвятої Богородиці                 | с. Болозів, Самбірський р-н                                  | | Старосамбірський            |
| 277     | Парафія Покрови Пресвятої Богородиці                 | с. Товарна, Самбірський р-н                                  | | Старосамбірський            |
| 278     | Парафія прп. Параскеви Сербської                     | с. Старява, Самбірський р-н                                  | митр. прот. Ярослав Стецишин                                                                                | Старосамбірський            |
| 279     | Парафія вмц. Параскеви-П'ятниці                      | с. П'ятниця, Самбірський р-н                                 | | Старосамбірський            |
| 280     | Парафія Собору Пресвятої Богородиці                  | с. Воля, Самбірський р-н                                     | | Старосамбірський            |
| 281     | Парафія Успіння Пресвятої Богородиці                 | с. Кобло Самбірський р-н                                     | | Старосамбірський            |
| 282     | Парафія Різдва Христового                            | с. Торгановичі, Самбірський р-н                              | | Старосамбірський            |
| 283     | Парафія Введення в храм Пресвятої Богородиці         | с. Сушиця, Самбірський р-н                                   | митр. прот. Ярослав Цап                                                                                     | Старосамбірський            |
| 284     | Парафія прп. Параскеви Сербської                     | с. Тисовиця, Самбірський р-н                                 | ієрей Олег Сташко                                                                                           | Старосамбірський            |
| 285     | Парафія Архистратига Михаїла                         | с. Сможе, Стрийський р-н                                     | митр. прот. Микола Біляк                                                                                    | Сколівський                 |
| 286     | Парафія Успіння Пресвятої Богородиці                 | с. Задільське, Стрийський р-н                                | митр. прот. Микола Цап                                                                                      | Сколівський                 |
| 287     | Парафія прп. Онуфрія Великого                        | с. Криве, Стрийський р-н                                     | митр. прот. Микола Цап                                                                                      | Сколівський                 |
| 288     | Парафія Собору Іоана Хрестителя                      | с. Мита, Стрийський р-н                                      | ієрей Володимир Денькович                                                                                   | Сколівський                 |
| 289     | Парафія Різдва Пресвятої Богородиці                  | с. Сухий Потік, Стрийський р-н                               | ієрей Володимир Данькович                                                                                   | Сколівський                 |
| 290     | Парафія Архистратига Михаїла                         | с. Тисовець, Стрийський р-н                                  | | Сколівський                 |
| 291     | Парафія св. Трійці                                   | с. Матків, Стрийський р-н                                    | | Сколівський                 |
| 292     | Парафія свв. мучч. Макавеєвих Арх. Михаїла с. Красне | Стрийський р-н                                               | | Сколівський                 |
| 293     | Парафія праведної Анни                               | с. Велике, Шептицький р-н                                    | прот. Василь Божаківський                                                                                   | Сокальський                 |
| 294     | Парафія Преображення Господнього                     | с. Волиця, Шептицький р-н                                    | | Сокальський                 |
| 295     | Парафія Введення в храм Пресвятої Богородиці         | с. Зубків, Шептицький р-н                                    | | Сокальський                 |
| 296     | Парафія Покрови Пресвятої Богородиці                 | с. Комарів, Шептицький р-н                                   | | Сокальський                 |
| 297     | Парафія Вознесіння Господнього                       | м. Сокаль, вул. Окружна                                      | митр. прот. Володимир Жарський                                                                              | Сокальський                 |
| 298     | Парафія Преображення Господнього                     | м. Соснівка, Шептицький р-н                                  | митр. прот. Микола Винар                                                                                    | Сокальський                 |
| 299     | Парафія Покрови Пресвятої Богородиці                 | смт. Жвирка, Шептицький р-н                                  | прот Сергій Ковальчук                                                                                       | Сокальський                 |
| 300     | Парафія Почаївської Ікони Божої Матері               | м. Шептицький, вул. Корольова, 18/103                        | прот. Павло Поцілуйко                                                                                       | Сокальський                 |
| 301     | Парафія вмц. Варвари                                 | м. Шептицький, вул. С. Бандери, 6, Шептицький р-н            | митр. прот. Олег Дякович                                                                                    | Сокальський                 |
| 302     | Громада церкви Архістратига Михаїла                  | с. Верчани, перейшла з УПЦ МП                                | | Стрийський                  |
| 303     | Громада церкви Архістратига Михаїла                  | с. Піщани, перейшла з УПЦ МП                                 | | Стрийський                  |
| 304     | Парафія Воздвиження ЧЖХГ                             | с. Верхня Стинава, Стрийський р-н                            | митр. прот. Володимир Король                                                                                | Стрийський                  |
| 305     | Парафія Різдва Пресвятої Богородиці                  | с. Воля-Довголуцька, Стрийський р-н                          | | Стрийський                  |
| 306     | Парафія Вознесіння Господнього                       | с. Голобутів, Стрийський р-н                                 | | Стрийський                  |
| 307     | Парафія Собору Іоана Хрестителя                      | с. Довголука, Стрийський р-н                                 | | Стрийський                  |
| 308     | Парафія Покрови Пресвятої Богородиці                 | с. Зарічне, Стрийський р-н                                   | митр. прот. Віталій Чижович                                                                                 | Стрийський                  |
| 309     | Парафія Богоявлення Господнього                      | с. Подорожнє, Стрийський р-н                                 | | Стрийський                  |
| 310     | Парафія Різдва Пресвятої Богородиці                  | с. Ходовичі, Стрийський р-н                                  | митр. прот. Михайло Зубкович                                                                                | Стрийський                  |
| 311     | Парафія Вмч. Пантелеймона                            | с. Верхній Турів, Самбірський р-н                            | | Турківський                 |
| 312     | Парафія Успіння Пресвятої Богородиці                 | с. Завадівка, Самбірський р-н                                | | Турківський                 |
| 313     | Парафія Успіння Пресвятої Богородиці                 | с. Нижній Турів, Самбірський р-н                             | | Турківський                 |
| 314     | Парафія влмч. Дмитрія Солунського                    | с. Нижній Турів присілок Соколіки, Самбірський р-н           | | Турківський                 |
| 315     | Парафія Різдва Іоана Хрестителя                      | с. Присліп, Самбірський р-н                                  | митр. прот. Віталій Височанський.                                                                           | Турківський                 |
| 316     | Парафія Різдва Пресвятої Богородиці                  | с. Розлуч, Самбірський р-н                                   | | Турківський                 |
| 317     | Парафія Різдва Христового                            | м. Турка, вул. І. Франка, 33                                 | | Турківський                 |
| 318     | Парафія Перенесення мощей свт. Миколая               | с. Явора, Самбірський р-н                                    | | Турківський                 |
| 319     | Парафія Різдва Пресвятої Богородиці                  | с. Липина, Яворівський р-н                                   | | Яворівський                 |
| 320     | Парафія вмч. Димитрія Солунського                    | с. Мальчиці, Яворівський р-н                                 | прот. Михайло Кравчик                                                                                       | Яворівський                 |
| 321     | Парафія прп. Симеона Стовпника                       | с. Нагачів, Яворівський р-н                                  | митр. прот. Тарас Піджарко                                                                                  | Яворівський                 |
| 322     | Парафія св. Володимира Великого                      | с. Новини, Яворівський р-н                                   | митр. прот. Руслан Купців                                                                                   | Яворівський                 |
| 323     | Парафія апп. Петра і Павла                           | м. Новояворівськ, вул. Шевченка, 20, Яворівський р-н         | ієрей Орест Піджарко                                                                                        | Яворівський                 |
| 324     | Парафія Покрови Пресвятої Богородиці                 | с. Старий Яр, Яворівський р-н                                | митр. прот. Володимир Кобзяк                                                                                | Яворівський                 |
| 325     | Парафія ап. єв. Іоана Богослова                      | с. Семирівка, Яворівський р-н                                | | Яворівський                 |
| 326     | Парафія апп. Петра і Павла                           | с. Чернилява, Яворівський р-н                                | митр. прот. Іван Духнич                                                                                     | Яворівський                 |
| 327     | Парафія вмч. Євстахія                                | с. Чолгині, Яворівський р-н                                  | прот. Ярослав Яворський                                                                                     | Яворівський                 |
| 328     | Парафія Ікони Почаївської Божої Матері               | м. Яворів                                                    | митр. прот. Володимир Кобзяк                                                                                | Яворівський                 |